# Noisy-sur-École
Noisy-sur-École és un municipi francès, situat al departament de Sena i Marne i a la regió de Illa de França. L'any 2007 tenia 1.895 habitants.
Forma part del cantó de Fontainebleau, del districte de Fontainebleau i de la Comunitat d'aglomeració del Pays de Fontainebleau.

## Demografia

### Població
El 2007 la població de fet de Noisy-sur-École era de 1.895 persones. Hi havia 734 famílies, de les quals 159 eren unipersonals (76 homes vivint sols i 83 dones vivint soles), 280 parelles sense fills, 280 parelles amb fills i 15 famílies monoparentals amb fills.
La població ha evolucionat segons el següent gràfic:
Habitants censats

### Habitatges
El 2007 hi havia 1.000 habitatges, 749 eren l'habitatge principal de la família, 197 eren segones residències i 54 estaven desocupats. 931 eren cases i 64 eren apartaments. Dels 749 habitatges principals, 675 estaven ocupats pels seus propietaris, 50 estaven llogats i ocupats pels llogaters i 24 estaven cedits a títol gratuït; 15 tenien una cambra, 43 en tenien dues, 64 en tenien tres, 102 en tenien quatre i 525 en tenien cinc o més. 630 habitatges disposaven pel capbaix d'una plaça de pàrquing. A 275 habitatges hi havia un automòbil i a 451 n'hi havia dos o més.

### Piràmide de població
La piràmide de població per edats i sexe el 2009 era:
| Homes | Edats   | Dones |
| ----- | ------- | ----- |
| 4     | 95 o +  | 0     |
| 0     | 90 a 94 | 4     |
| 4     | 85 a 89 | 16    |
| 20    | 80 a 84 | 4     |
| 24    | 75 a 79 | 28    |
| 24    | 70 a 74 | 32    |
| 44    | 65 a 69 | 44    |
| 44    | 60 a 64 | 48    |
| 44    | 55 a 59 | 60    |
| 132   | 50 a 54 | 80    |
| 64    | 45 a 49 | 92    |
| 76    | 40 a 44 | 60    |
| 80    | 35 a 39 | 92    |
| 48    | 30 a 34 | 44    |
| 32    | 25 a 29 | 20    |
| 40    | 20 a 24 | 36    |
| 72    | 15 a 19 | 48    |
| 60    | 10 a 14 | 60    |
| 64    | 5 a 9   | 76    |
| 40    | 0 a 4   | 32    |

## Economia
El 2007 la població en edat de treballar era de 1.229 persones, 897 eren actives i 332 eren inactives. De les 897 persones actives 840 estaven ocupades (455 homes i 385 dones) i 57 estaven aturades (29 homes i 28 dones). De les 332 persones inactives 139 estaven jubilades, 107 estaven estudiant i 86 estaven classificades com a «altres inactius».

### Ingressos
El 2009 a Noisy-sur-École hi havia 776 unitats fiscals que integraven 2.015,5 persones, la mediana anual d'ingressos fiscals per persona era de 29.844 €.

### Activitats econòmiques
Dels 90 establiments que hi havia el 2007, 1 era d'una empresa de fabricació d'elements pel transport, 2 d'empreses de fabricació d'altres productes industrials, 10 d'empreses de construcció, 19 d'empreses de comerç i reparació d'automòbils, 2 d'empreses de transport, 1 d'una empresa d'hostatgeria i restauració, 7 d'empreses d'informació i comunicació, 6 d'empreses financeres, 3 d'empreses immobiliàries, 28 d'empreses de serveis, 6 d'entitats de l'administració pública i 5 d'empreses classificades com a «altres activitats de serveis».
Dels 11 establiments de servei als particulars que hi havia el 2009, 1 era un paleta, 1 guixaire pintor, 2 fusteries, 1 lampisteria, 3 empreses de construcció, 2 agències immobiliàries i 1 saló de bellesa.
L'any 2000 a Noisy-sur-École hi havia 9 explotacions agrícoles que ocupaven un total de 576 hectàrees.

## Equipaments sanitaris i escolars
El 2009 hi havia 1 escola maternal i 1 escola elemental.

## Poblacions més properes
El següent diagrama mostra les poblacions més properes.